# Richard Wiechert
Hans Richard Wiechert (* 19. Mai 1906 in Angerburg, Ostpreußen; † 24. März 1978 in Tübingen) war ein deutscher SS-Untersturmführer, Angehöriger der Dienststelle des Kommandeurs der Sicherheitspolizei und des SD (KdS) in Minsk und Stapoleitstelle Tilsit.

## Leben
Wiechert war das vierte Kind eines Taubstummenlehrers Franz Wiechert und der Johanna Elise. Er wuchs in Tilsit auf, verließ im Alter von 17 Jahren das Realgymnasium und begann eine Ausbildung zum Autoschlosser, die er 1927 abschloss. Zunächst arbeitete er als Automonteur in Tilsit, schrieb sich aber Herbst 1928 bei der Gewerbehochschule in Köthen ein, um Maschinenbau zu studieren. Nach sechs Semestern brach er 1931 das Studium wegen finanzieller Schwierigkeiten ab und arbeitete daraufhin erst einige Monate bei einem Bauern und danach als angestellter Fahrlehrer. Am 1. November 1933 wurde er Mitglied der SS (SS-Nummer 255.287). Im Jahre 1936 wurde er bei der Gestapo Tilsit als Kraftfahrer eingestellt. Ein Jahr später leitete er die Kraftfahrbereitschaft seiner Dienststelle. Zum 1. Mai 1937 trat er der NSDAP (Mitgliedsnummer 4.753.752) bei. Ab 1938 wollte er allerdings nur noch als technischer Beamter eingesetzt worden sein, der für die Kraftfahrzeuge, Waffen und Munition verantwortlich war sowie Schießübungen und Sportkurse leitete.
Im Oktober 1938 nahm er als Angehöriger eines Einsatzkommandos am Einmarsch in Sudetenland und 1939 beim Einmarsch in Polen teil. Dieses Einsatzkommando in Polen war an Erschießungen beteiligt. Von Juni bis August 1941 nahm er als Angehöriger der Stapostelle Tilsit an vier Massenerschießungen von Juden in Litauen teil.
Im September 1942 wurde er zunächst zu einer Dienststelle der Sipo in Krasnogwardeisk und von dort nach Riga abkommandiert. Im Oktober 1942 wurde er zur Dienststelle des KdS Minsk versetzt und war an Erschießungen in Minsk beteiligt. Er nahm an der Räumung des Minsker Ghettos teil, bei der 9000 Menschen umgebracht wurden, und an der Räumung des Ghettos in Sluzk im Februar 1943, bei der 1600 Juden erschossen wurden. Im November 1943 kehrte er nach Tilsit zurück. Im Dezember 1943 bestand er an der Reichsschule in Prag die Eignungsprüfung für den gehobenen Verwaltungsdienst und anschließend wurde als Leiter der Fahrzeugstaffeln bei der Stapostelle in Frankfurt am Main, von Juli 1944 bis Ende März 1945 beim RSHA in Berlin und in München eingesetzt.
Am 8. Mai 1945 geriet Wiechert bei Zell am See in amerikanische Gefangenschaft, wurde am 26. Juni 1945 interniert und kam in die Internierungslager Markt-Pongau, Ochsenfurt und Moosburg. Im Juli 1947 wurde er aus der Internierung entlassen. Bis zum Juli 1951 arbeitete er als Hilfsarbeiter in einem Betonwerk bei Sulzbach-Rosenberg, ab Juli 1951 als Automonteur bei der Firma Gutbrod in Calw. Ab Herbst 1954 war er als Zeichnungskontrolleur bei der Firma Kiefer in Gärtringen tätig. Ab Juli 1957 wurde er bei der Firma Daimler-Benz AG im Sindelfingen als technischer Angestellter im Stücklistenbüro eingestellt wurde. Im Ulmer Einsatzgruppenprozess gegen führende Angehörige des Einsatzkommandos, Gestapo und SD Tilsit wurde er als Zeuge vernommen. Die Staatsanwaltschaft Koblenz ermittelte gegen ihn wegen der Beteiligung an Erschießungen in Minsk. Am 2. Dezember 1959 wurde er festgenommen. Das Landgericht Tübingen verurteilte ihn am 10. Mai 1961 wegen Beihilfe zum Mord in 716 Fällen zu vier Jahren und sechs Monaten Zuchthaus. Das Verfahren der Staatsanwaltschaft Koblenz gegen ihn im Dezember 1970 wurde eingestellt.